# سلینگن
سلینگن (به هلندی: Sellingen) یک منطقهٔ مسکونی در هلند است که در وسترولد واقع شده‌است. سلینگن ۲۹٫۷۵ کیلومتر مربع مساحت و ۱٬۹۲۰ نفر جمعیت دارد.